# Єременко Антоніна Григорівна
Єре́менко Антоні́на Григо́рівна (нар. 1903,  — пом. 6 вересня 1970) — передовик сільськогосподарського виробництва, Герой соціалістичної праці (1958).

## Біографія
Народилась у 1903 році в м. Бахмут Катеринославської губернії.
Закінчила сільсько-господарський технікум (1938). Від 1944 — помічник прокурора Дніпропетровської, згодом Тернопільської областей. Від 1950 працювала зоотехніком, згодом — директором Скалатської інкубаторської птахофабрики. Від 1954 — ланкова.
У 1966 році вийшла на пенсію, проживала у Тернополі.
Померла 6 вересня 1970 року.

## Нагороди
- Медаль «Серп і Молот» Героя Соціалістичної Праці (1958);
- Орден Леніна (1958).